# Grigórios Theochárous
Grigórios Theochárous (grec moderne : Γρηγόριος Θεοχάρους), né le 28 octobre 1928 à Marathovounos, à Chypre, et mort le 20 novembre 2019 à Londres, au Royaume-Uni, était un prélat de l’Église orthodoxe qui a notamment exercé la charge d’archimandrite de Thyatire et de Grande-Bretagne entre 1988 et 2019.